# Couloir de Vitebsk
Pour un article plus général, voir Partisans soviétiques.

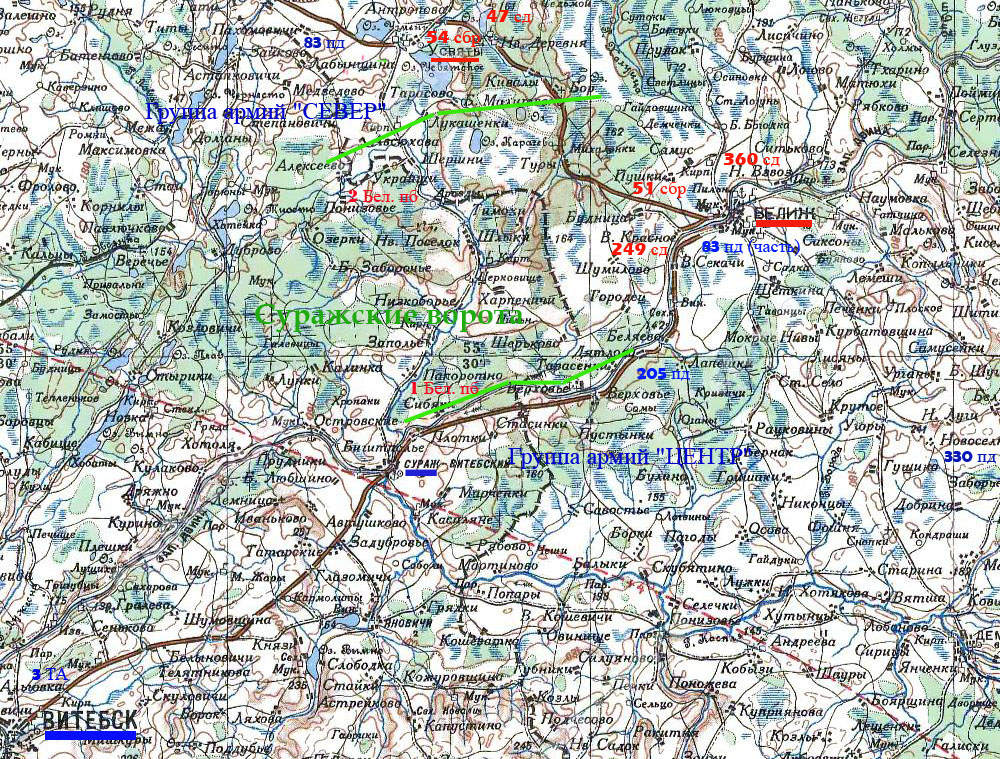
Plan de la porte de Vitebsk (Surazh) avec les positions des forces principales allemandes et soviétiques en février 1942. Réalisé à la date de la carte d'avant-guerre du QG soviétique

Le couloir de Vitebsk (en biélorusse : Віцебскія вароты et en russe : Витебские ворота) ou le couloir de Souraj (en biélorusse : Суражскія вароты et en russe : Суражские ворота) est le nom conventionnel donné par les historiens soviétiques, et plus tard biélorusses, à une brèche de 40 km à la jonction des groupes d'armées allemands Nord et Centre créée par l'offensive soviétique de l'hiver 1942 (opération Toropets-Kholm). Elle se trouvait entre les villes de Velij et Ousviaty (en), et reliait les territoires de l'Union Soviétique à un territoire difficile d'accès (marais du Pripet), où se trouvaient plusieurs unités de partisans soviétiques. Elle resta ouverte du 10 février au 28 septembre 1942.

## Stratégie
À l'origine, il semble que les autorités militaires et politiques n'avaient pas réalisé les possibilités de créer un tel couloir, et le contact avec les unités de partisans locales ne fut établi qu'en mars 1942. Mais après en avoir pris conscience, la décision fut prise d'intégrer le mouvement des partisans dans la stratégie globale, pour désagréger les arrières des armées allemandes dans l'éventualité d'une offensive anticipée des Allemands attendue en 1942. On pense que la décision fut prise en mars 1942, de créer un soutien logistique et en effectifs au mouvement des partisans et de maintenir une coordination centralisée de leurs activités. Initialement, le groupe opérationnel du Nord-Ouest fut créé par le Parti communiste de Biélorussie (le 20 mars 1942) en liaison avec le Quartier général du Front de Kalinine et les 3e et 4e armées de choc soviétiques. Le quartier général du mouvement des partisans, dirigé par le général Panteleimon Ponomarenko, fut créé plus tard, avec un quartier général territorial (la Biélorussie dépendait de Piotr Kalinine (ru)) en septembre 1942.

## Développement
Généralement, en 1942 le nombre de partisans augmenta rapidement, aidé par un flux significatif de personnels d'encadrement (commandement, politique, organisationnel, spécialistes) et de matériel de guerre dans le corridor. Plusieurs milliers de combattants entraînés furent envoyés en Biélorussie, la plupart natifs du pays (intentionnellement). Anticipant la fermeture du couloir, les spécialistes en construction de pistes d'atterrissage furent envoyés en Biélorussie et plus de cinquante pistes et plusieurs zones de largage furent aménagées au cours de la guerre, facilitant par la suite le soutien logistique du mouvement des partisans depuis l'arrière.

### Approvisionnements
Des dizaines de milliers d'armes à feu, des centaines de mitrailleuses, des dizaines de millions de cartouches, des centaines de tonnes d'explosifs, des millions d'exemplaires de journaux et autres matériels de propagande furent acheminés par le couloir. Au moins 120 stations de radio furent transportées en Biélorussie par le couloir entre le mois d'avril et le mois de septembre 1942. Les matériels et les personnels acheminés dans le territoire de Vitebsk furent ensuite redirigés vers les autres régions de Biélorussie, selon les instructions émises depuis le quartier général,.